# Schloss Aichberg (Steiermark)

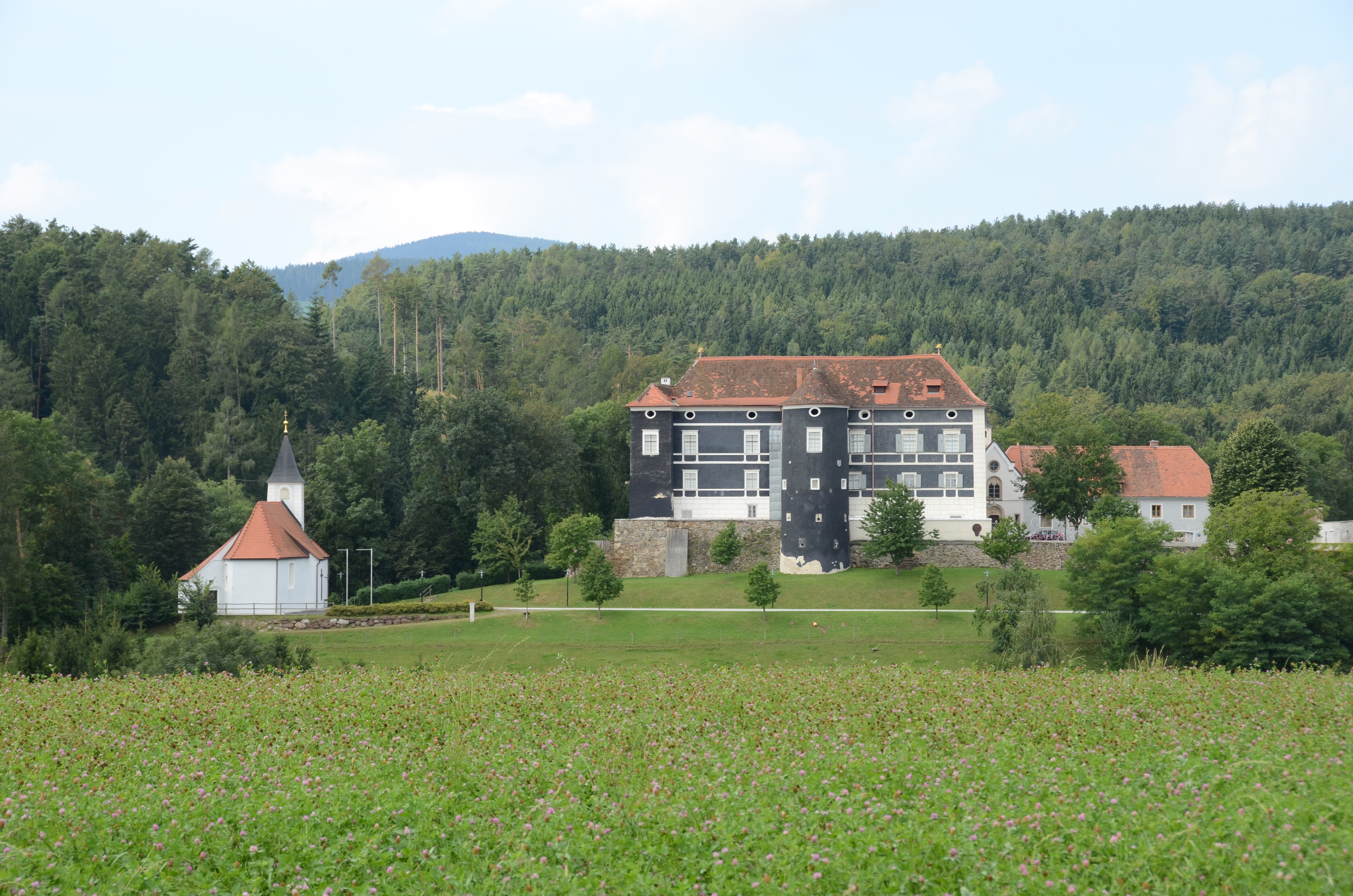
Schloss Aichberg mit Pfarrkirche, Steiermark

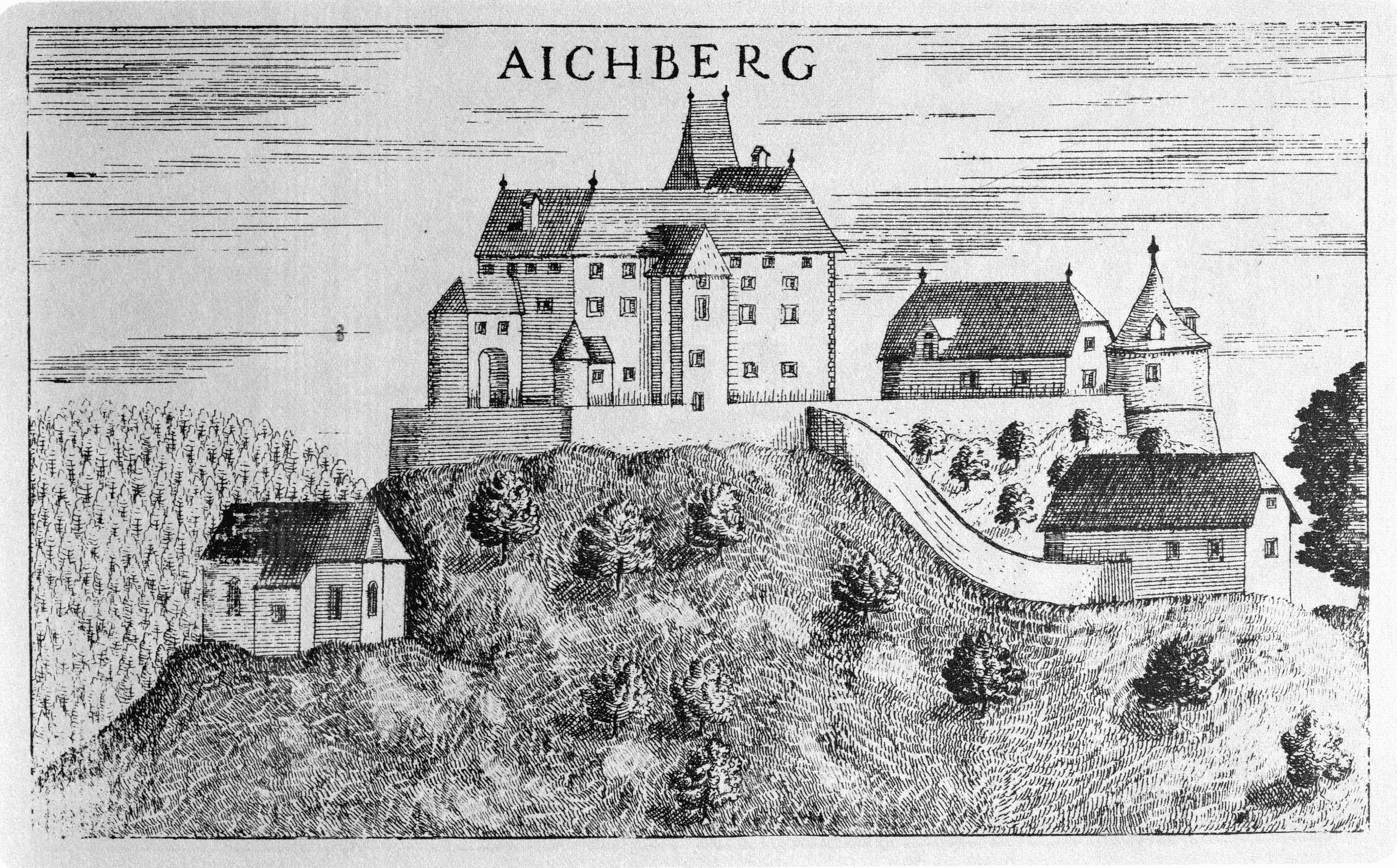
Aichberg im 17. Jahrhundert, Stich von Georg Matthäus Vischer

Schloss Aichberg (früher Burg Aichperg) steht im Ort Eichberg in der Gemeinde Rohrbach an der Lafnitz in der Steiermark und ist heute ein Teil der Schlösserstraße im Südosten Österreichs. 

## Geschichte

### Besitz der Aichberger und der Welzer
Nach kriegerischen Auseinandersetzungen mit Ungarn wurde um 1043 die Grenze zwischen dem Hl. Römischen Reich und Ungarn an der Lafnitz festgelegt und Ende des 12. Jahrhunderts ein Burgengürtel errichtet. 1250 wurde mit Konrad von Aichberg erstmals ein Aichberger urkundlich erwähnt. Dieser hatte vermutlich auch den nach ihm benannten (heutigen Eichberger Ortsteil) Kleinschlag (Khuenschlag = Rodung des Kuono/Konrad) gegründet. Burg Aichberg wurde erstmals 1374 genannt. 1378 ließ Wulfing Ritter von Aichberg die Johannes dem Täufer im Jahr 1378 geweihte Burgkapelle aus Stein errichten. Hans Ritter von Aichberg, der letzte männliche Nachkomme der Aichberger, bekam im Jahre 1396 von Herzog Wilhelm von Österreich die Herrschaft als Lehen. Anfang des 15. Jahrhunderts kam Aichberg an seine Tochter, die mit Hans dem Reuter verheiratet wurde. Deren Tochter Barbara ging wiederum 1407 eine Ehe mit Balthasar Welzer aus der Augsburger Patrizierfamilie ein, die es an den Schwager Moritz Welzer verkaufte. 

### Stammsitz der Steinpeisser
Die Welzer verkauften Aichberg wiederum 1412 an den Ritter Seyfried Steinpeiss. Aichberg war Stammsitz der Steinpeisser bis 1772. Sie bauten es in der Mitte des 17. Jahrhunderts zum Schloss aus. Auch die Burgkapelle wurde durch die heutige Pfarrkirche Eichberg ausgebaut, darin die Grablege und Grabsteine der gräflichen Familie. Eine Mariensäule stifteten sie in der Nähe der Kirche. Nach dem Tod von Karl Joseph Graf von Steinpeiß, ging die Herrschaft per Testament an seinen Vetter, Maximilian Freiherrn von Waidmannsdorf.

### Besitzerwechsel, Niedergang und erneute Nutzung
Danach folgten rasche Besitzerwechsel und der Niedergang des Schlosses und der Herrschaft. Das Schloss kam 1779 in den Besitz des Johann Edmund Edlen von Erko. Ein Prager Papierhändler namens Donat Hartmann gewinnt 1817 das in einer Lotterie ausgeloste Schloss. Die Herrschaft Aichberg erwirbt zusammen mit der Herrschaft Reitenau wenig später der Rittmeister Ludwig Graf von Schönfeld, der aber wenig Zeit später nach einem Reitunfall 1828 ums Leben kommt. In einer Versteigerung erwirbt der reiche Staatrat Heinrich von Müller–Hörnstein. Nachdem seine hinterbliebenen Erben 1843 die beiden Herrschaften an Maria Anna Cäcilie Henriette Freiin von Eskeles (* 2. März 1802 Wien; † 11. August 1862 München), Tochter des österreichischen Bankiers Bernhard von Eskeles, Enkelin des Daniel Itzig und spätere Frau von Graf Franz von Wimpffen. Die Familie Wimpffen war dann 100 Jahre Besitzer von Aichberg. Die griechischen Fürsten Ypsilanti kauften das Schloss 1906. Das Schloss Reitenau wurde auch verkauft.
Im Laufe seiner wechselvollen Geschichte wurde Schloss Aichberg neunmal um- oder aufgebaut. Der heutige Bauzustand stammt aus dem Jahr 1669 und wurde von einem Baumeister der Schule Carlone gestaltet. Im Ersten Weltkrieg wurden im Schloss galizische Flüchtlinge untergebracht, die das Holz des Dachstuhls als Brennholz nutzten. Im Zweiten Weltkrieg war es Quartier der deutschen Wehrmacht. Seit 1986 ist das Schloss in Privatbesitz, wurde renoviert und beherbergt heute ein Museum. Im Schloss stellen heimische Künstler immer wieder ihre Werke aus.

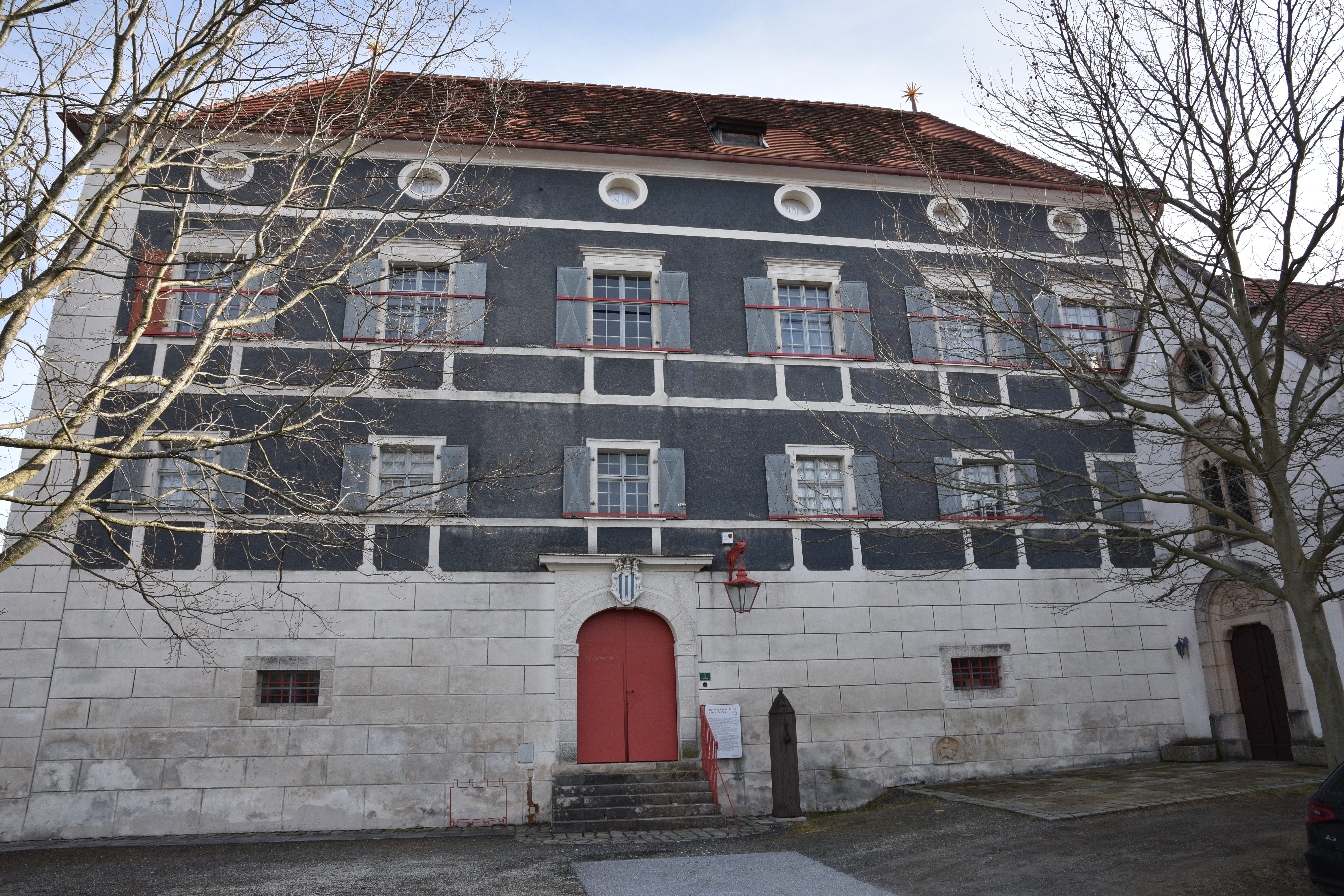
Schloss Aichberg
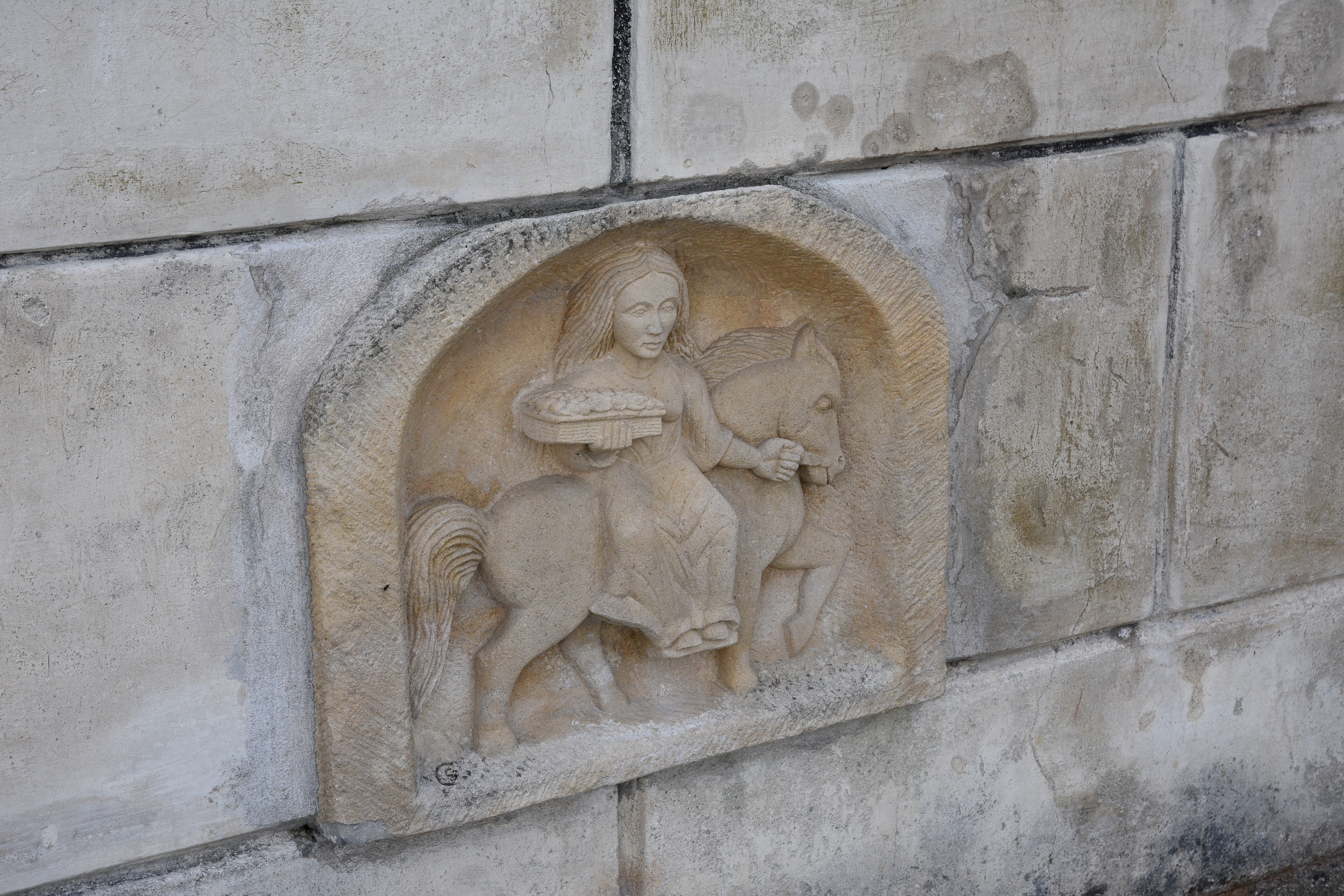
Schloss Aichberg, Steinrelief
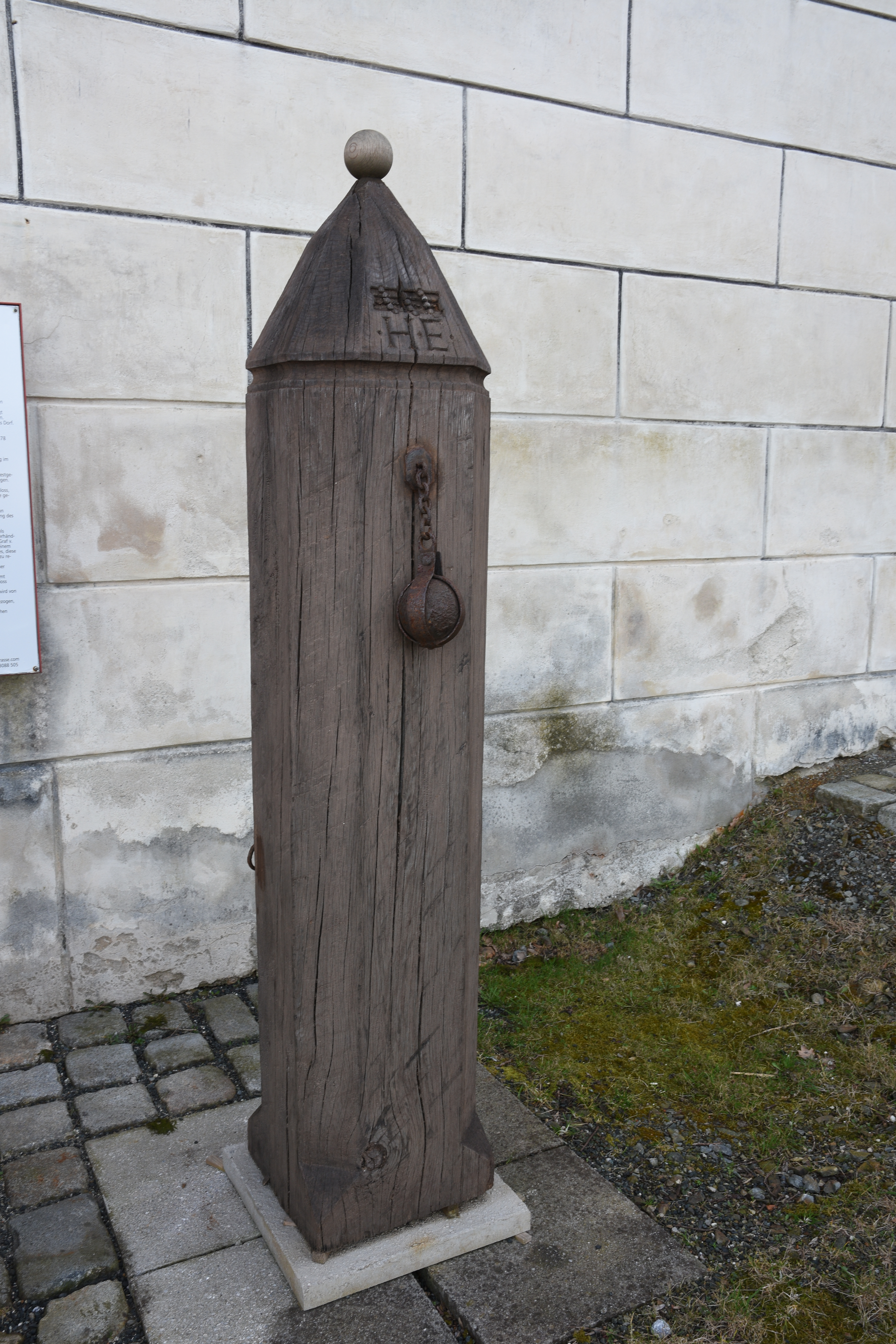
Schloss Aichberg, vor dem Haupttor
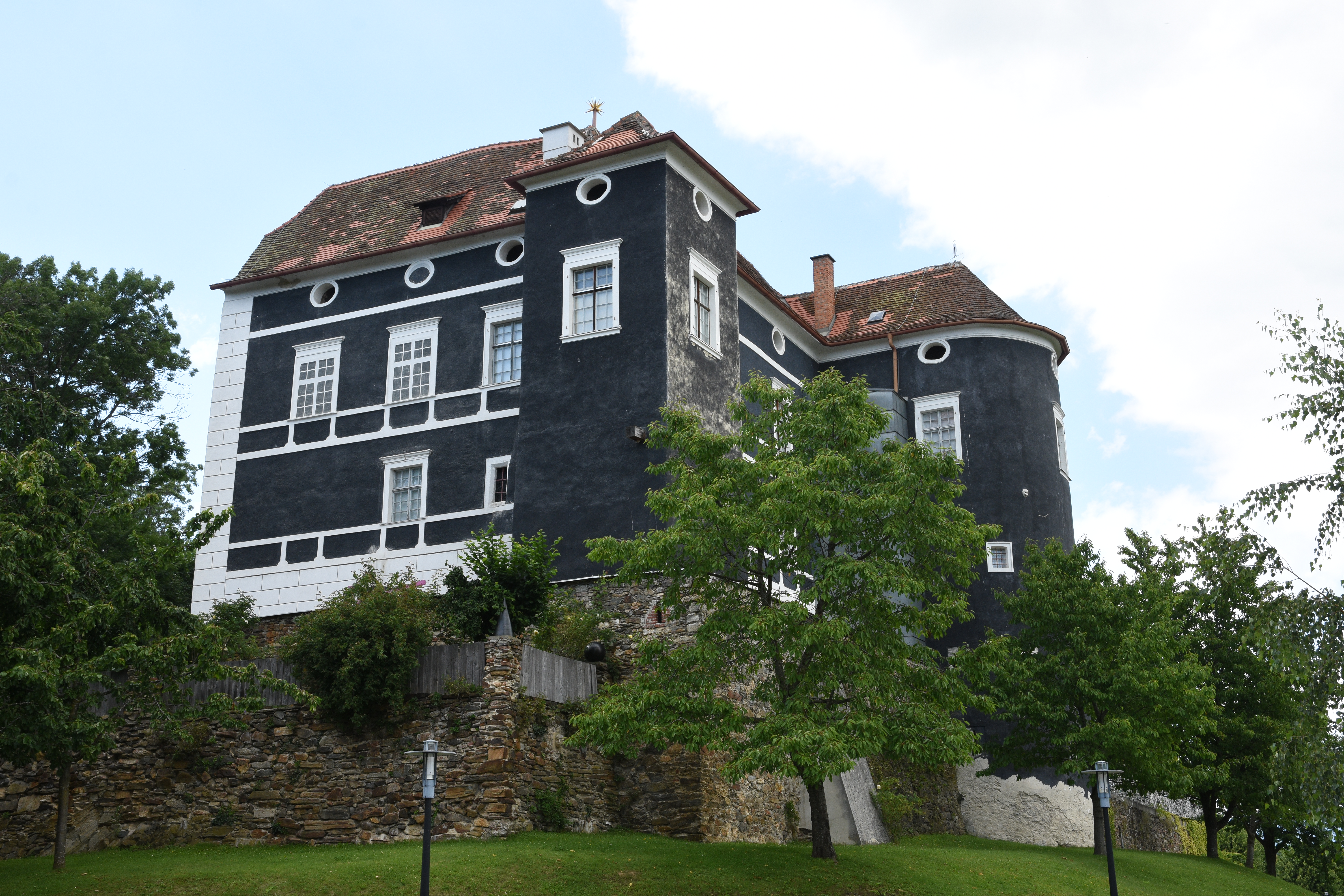
Schloss Aichberg
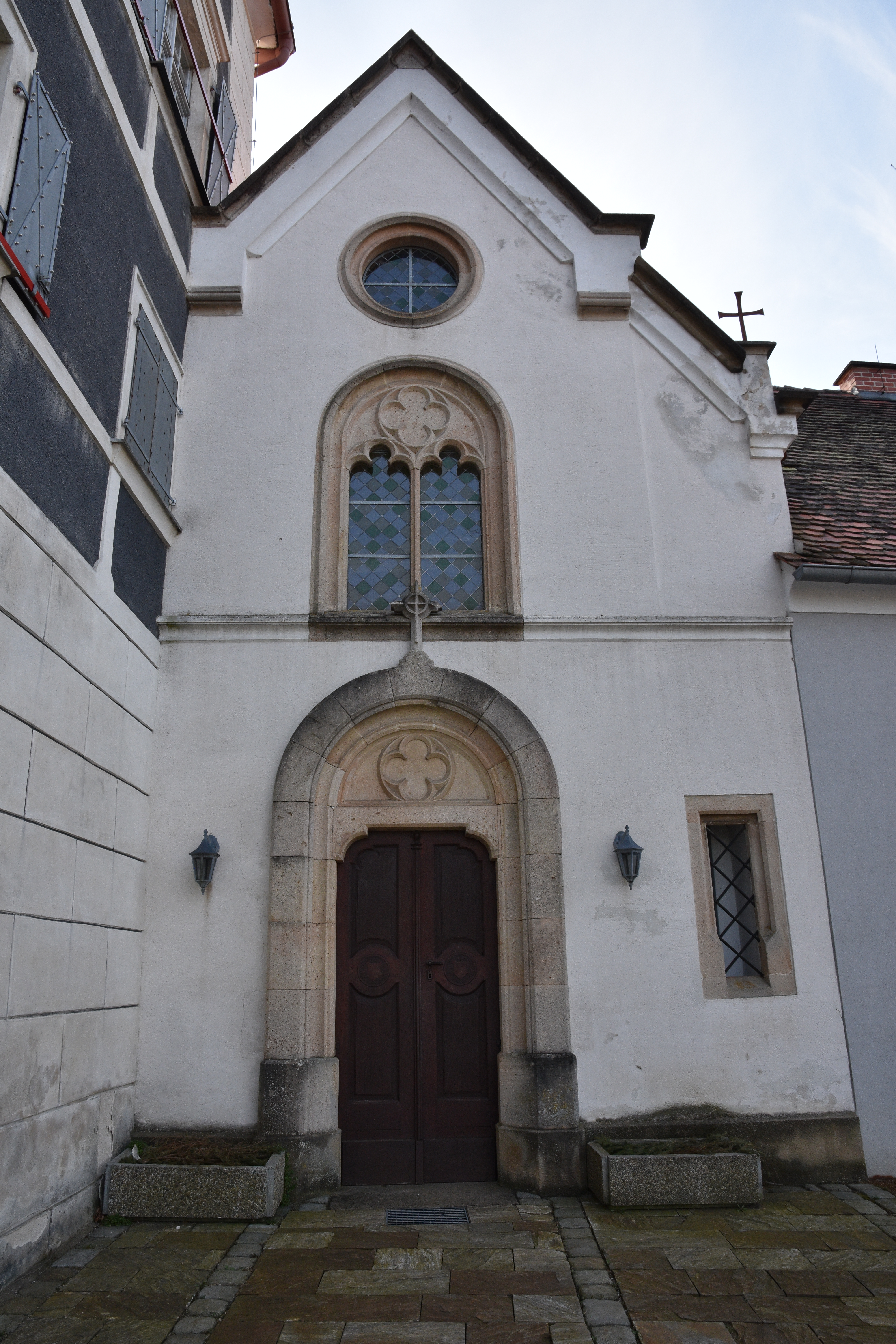
Schlosskapelle Aichberg, Sicht von Außen
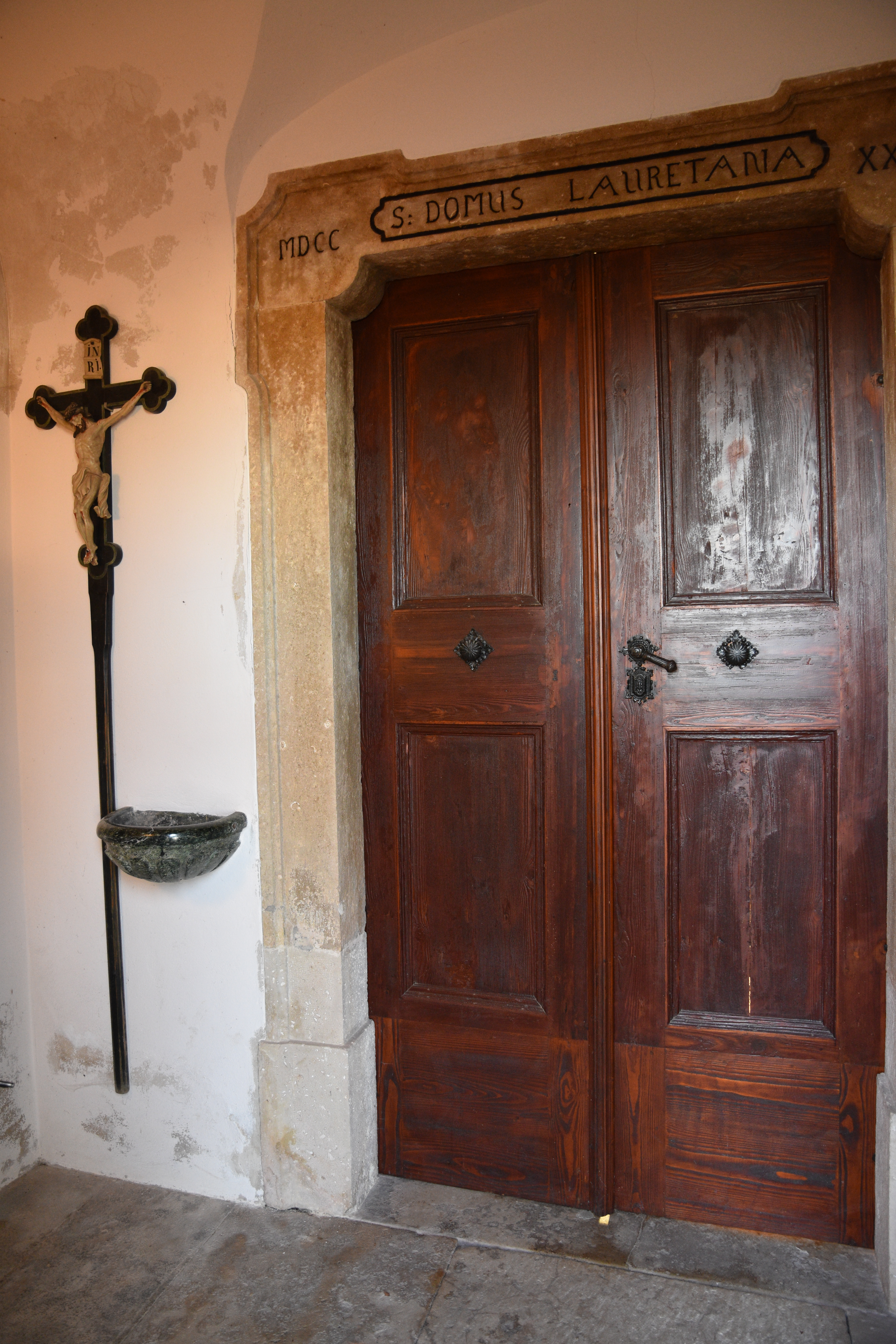
Schlosskapelle Aichberg, Sicht von Innen
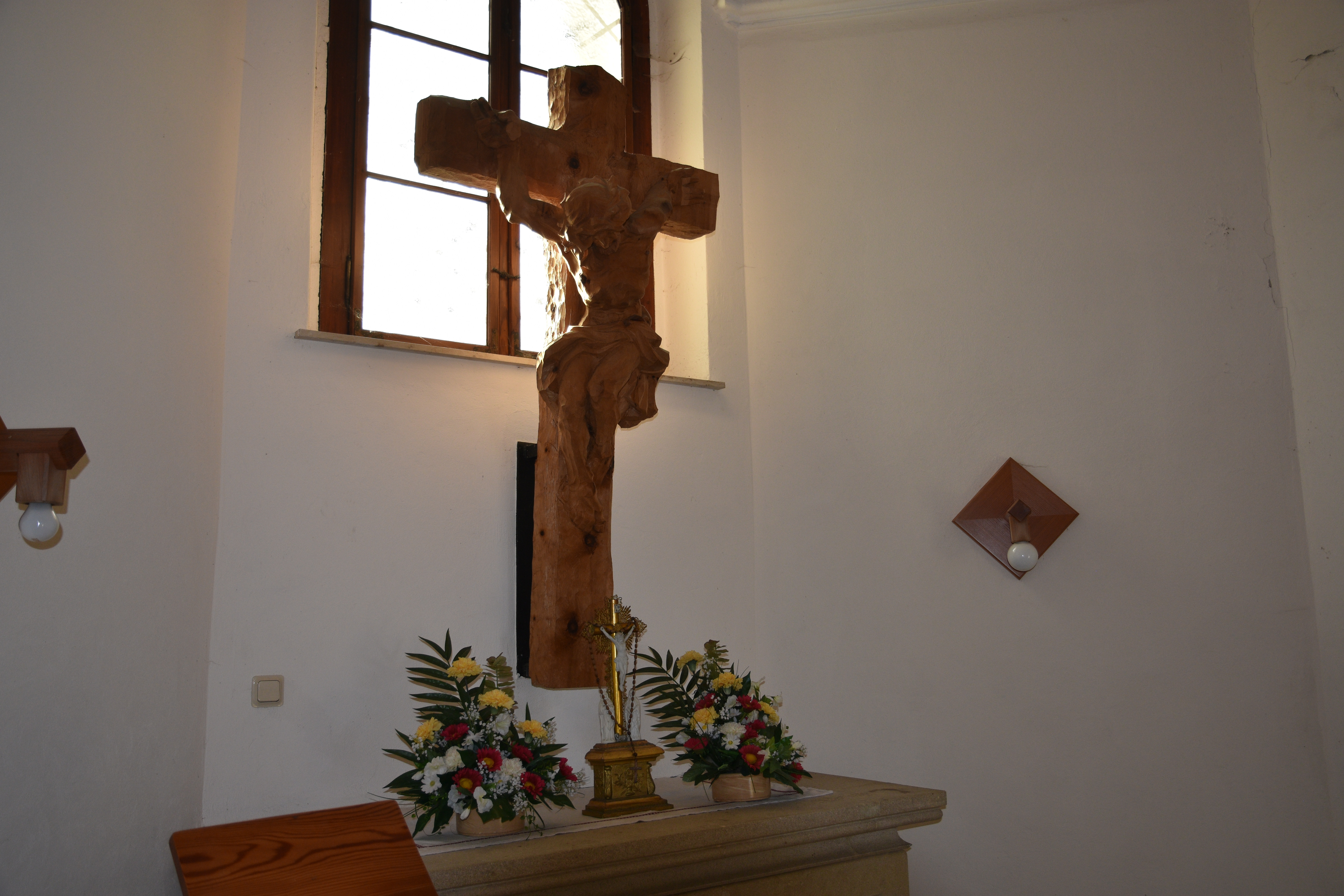
Schlosskapelle Aichberg, Sicht von Innen, Altar
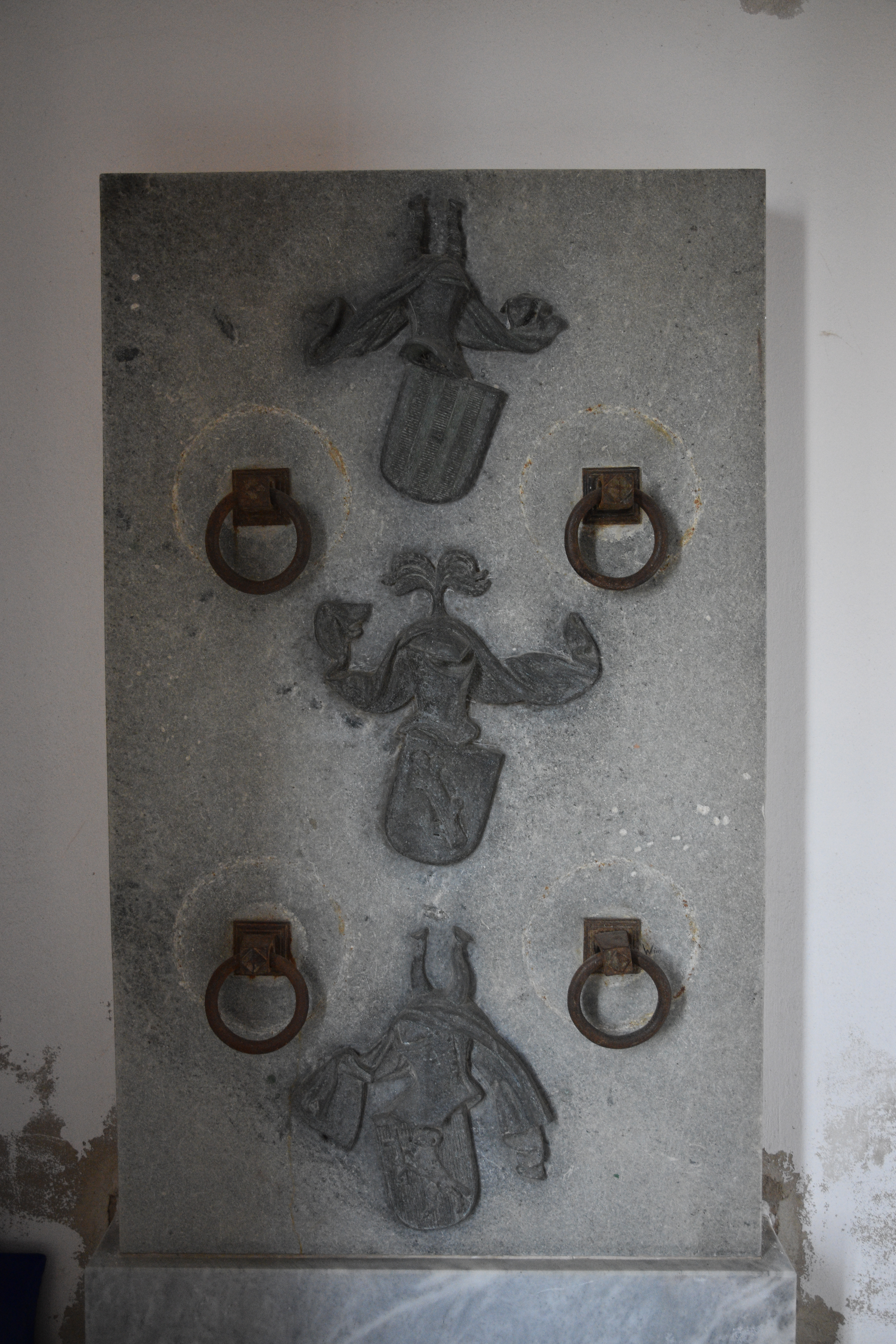
Stammwappen der Grafen von Steinpeiss, derer von Schönfeld sowie derer von Wimpffen: drei Familien als ehemalige Besitzer der Herrschaft von Aichberg.